# 모이주머니

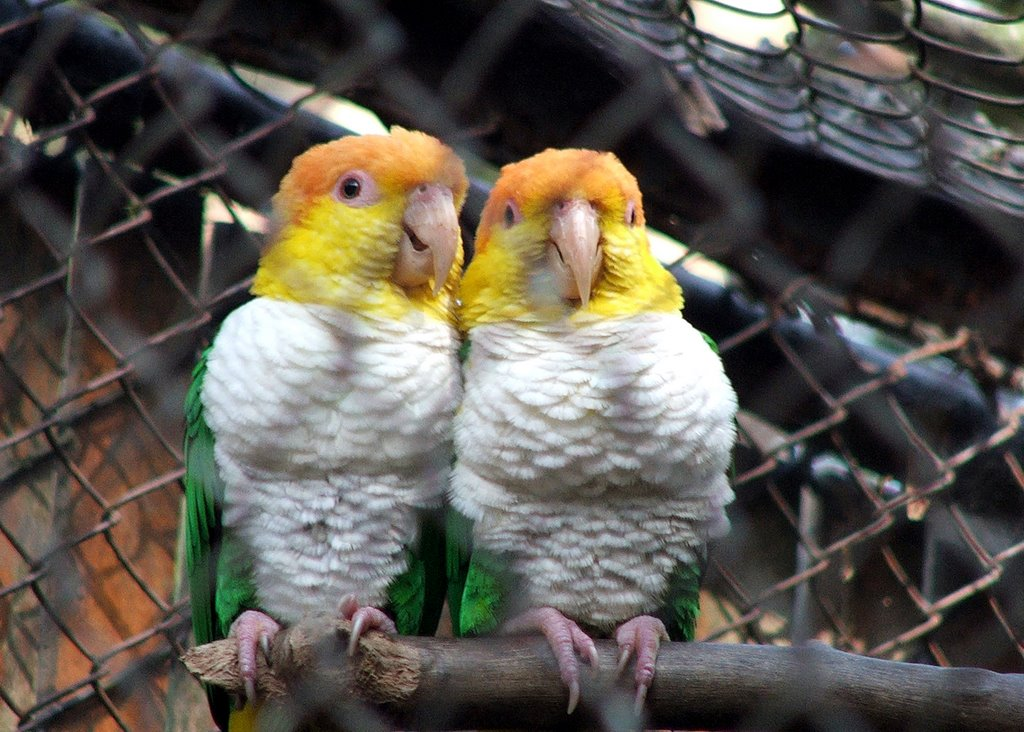

모이주머니(crop)는 위장관계의 얇은 벽으로 이루어진 팽창된 부분으로 소화 이전에 음식을 저장하기 위해 사용된다. 이러한 해부학적 구조는 다양한 동물에서 발견된다. 새, 그리고 복족류, 지렁이, 거머리, 곤충을 포함한 무척추동물에서 볼 수 있다.

## 새
수리매, 수리류, 독수리류를 포함한 대부분의 맹금류에 모이주머니가 있다. 그러나 올빼미는 그렇지 않다. 이와 유사하게 메추라기류는 모이주머니가 있으나 세가락메추라기류는 그렇지 않다. 앵무새처럼 닭, 칠면조, 오리, 거위는 모이주머니가 있다.

## 같이 보기
- 식도
- 모래주머니
- 위 (해부학)